# New South Wales Open 1992
Il New South Wales Open 1992 è stato un torneo di tennis giocato sul cemento. È stata la 100ª edizione del torneo di Sydney, che fa parte della categoria World Series nell'ambito dell'ATP Tour 1992 e della categoria Tier III nell'ambito del WTA Tour 1992. Si è giocato al NSW Tennis Centre di Sydney in Australia dal 6 al 12 gennaio 1992.

## Campioni

### Singolare maschile
Emilio Sánchez ha battuto in finale  Guy Forget con il punteggio di 6–3, 6–4.

### Singolare femminile
Gabriela Sabatini ha battuto in finale  Arantxa Sánchez Vicario con il punteggio di 6–1, 6–1.

### Doppio maschile
Sergio Casal /  Emilio Sánchez hanno battuto in finale  Scott Davis /  Kelly Jones con il punteggio di 3–6, 6–1, 6–4.

### Doppio femminile
Arantxa Sánchez Vicario /  Helena Suková hanno battuto in finale  Mary Joe Fernández /  Zina Garrison con il punteggio di 7–6, 6–7, 6–2.